# Trichopterigia
Trichopterigia is een geslacht van vlinders van de familie spanners (Geometridae), uit de onderfamilie Larentiinae.

## Soorten
- T. adiopa Prout, 1958
- T. adorabilis Yazaki, 1987
- T. consobrinaria Leech, 1891
- T. costipunctaria Leech, 1897
- T. decorata Moore, 1888
- T. dejeani Prout, 1958
- T. hagna Prout, 1958
- T. kishidai Yazaki, 1987
- T. macularia Moore, 1867
- T. micradelpha Prout, 1958
- T. minuta Inoue, 1992
- T. nigrisculpta Warren, 1897
- T. nigronotata Warren, 1893
- T. pilcheri Prout, 1958
- T. pulcherrima Swinhoe, 1893
- T. rivularis Warren, 1893
- T. rubripuncta Wileman, 1916
- T. rufinotata Butler, 1889
- T. sanguinipunctata Warren, 1893
- T. sphenorrhyma Prout, 1926
- T. teligera Prout, 1958
- T. ustimargo Warren, 1896
- T. yoshimotoi Yazaki, 1987